# منظمة الصناعات الفضائية الجوية الإيرانية
منظمة الصناعات الفضائية الجوية الإيرانية ( AIO ) ، (بالفارسية: سازمان صنایع هوافضا) هي إحدى الشركات التابعة لوزارة الدفاع الإيرانية ومجمع رائد للتكنولوجيا الفائقة ومقره في طهران .  وهي لاعب رئيسي في تطوير وإنتاج الأصول الفضائية لإيران، ولديها بعض مراكز الأبحاث والمصانع تحت سيطرتها مباشرة.  وتعتبر صواريخ شهاب الباليستية من أبرز المنتجات التي تصنعها المنظمة.